# Polyboroides
Polyboroides is een geslacht van vogels uit de familie van de havikachtigen (Accipitridae).

## Taxonomie
De wetenschappelijke naam van het geslacht is voor het eerst geldig gepubliceerd in 1829 door Andrew Smith. Volgens moleculair genetisch onderzoek vormen ze een aparte clade en een eigen onderfamilie (Polyboroidinae) binnen de havikachtigen Ze worden in het Nederlands (en het Engels) kiekendieven genoemd, maar ze zijn niet nauw verwant aan de soorten uit het geslacht Circus. Opvallend is wel dat de soorten ecologisch gezien zeer sterk lijken op de in Zuid-Amerika voorkomende langpootkiekendief. Maar ook daarmee bestaat geen fylogenetische verwantschap. Dit wordt gezien als voorbeeld van convergente evolutie.

## Soorten
De volgende soorten zijn bij het geslacht ingedeeld:
- Polyboroides radiatus – Holenkiekendief
- Polyboroides typus – Kaalkopkiekendief

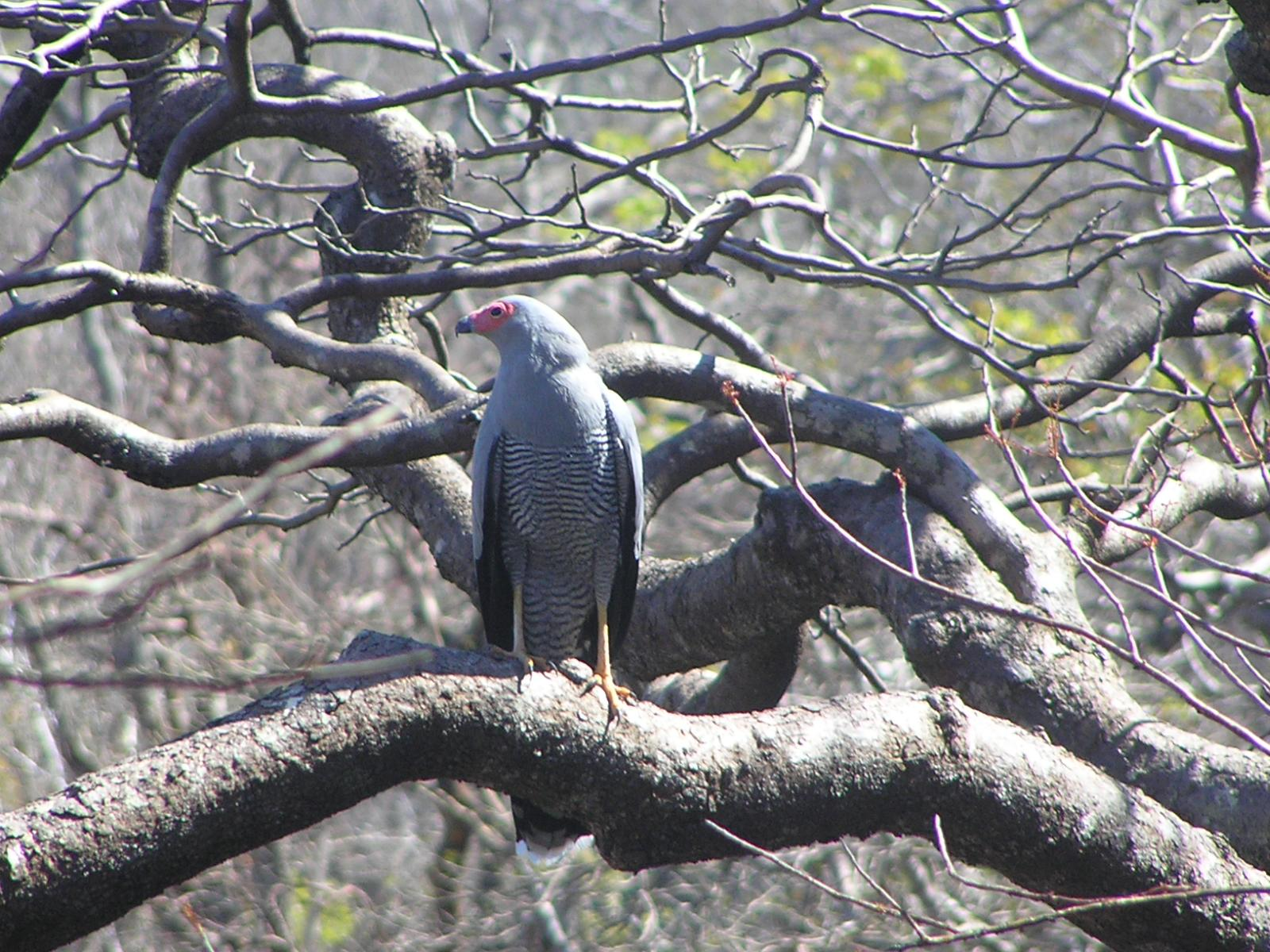
Holenkiekendief
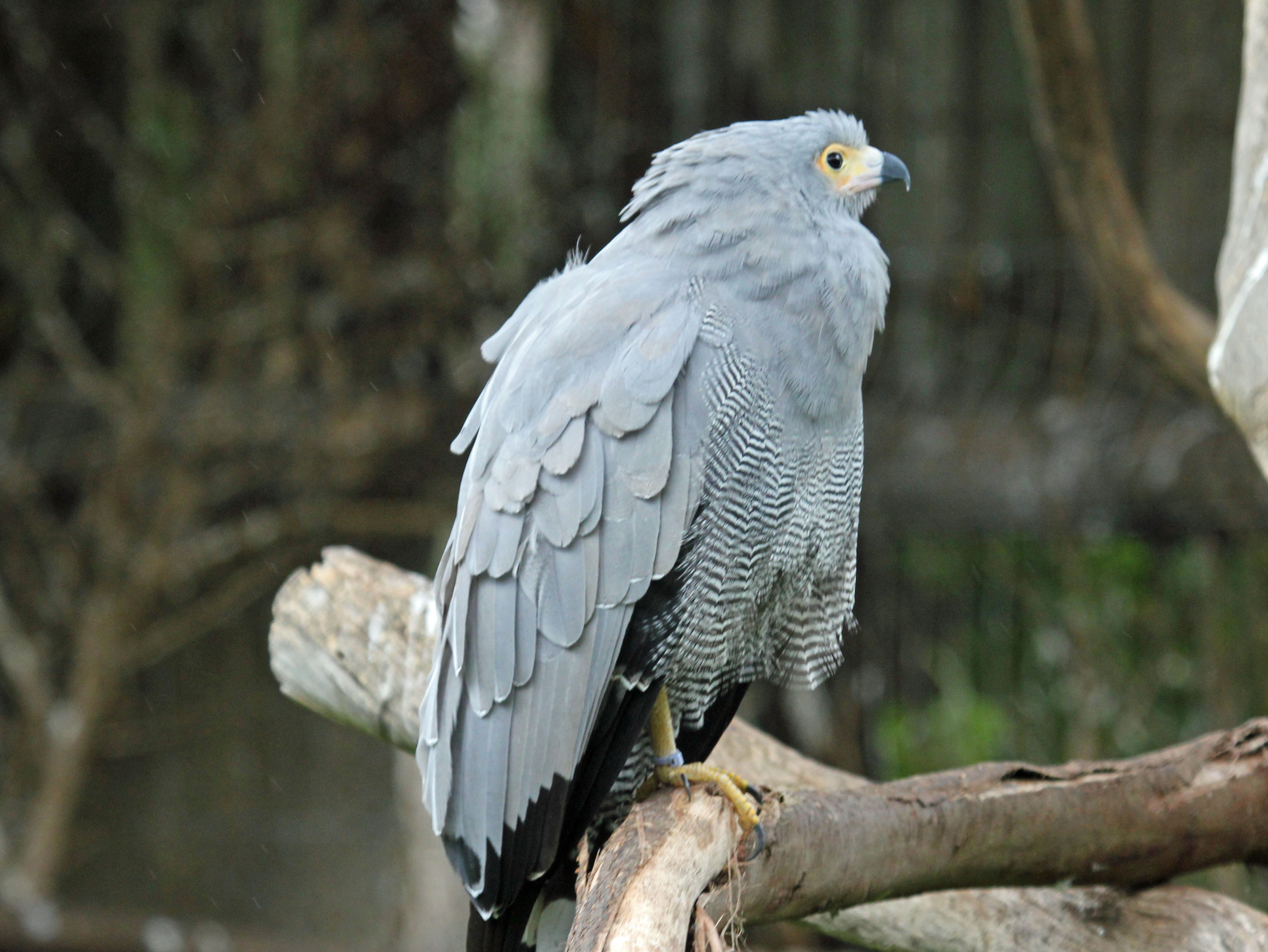
Kaalkopkiekendief